# Modelo vibracional y rotacional nuclear
El modelo vibracional y rotacional para núcleos intenta describir las propiedades de los núcleos atómicos sin recurrir a su estructura interna. Su método es recurrir a unas coordenadas colectivas que describan el movimiento de la “superficie” del núcleo.

## Desarrollo
El modelo parte de la forma explícita del hamiltoniano vibracional, que surge como una de las primeras aproximaciones de modelos colectivos de núcleos. Para parametrizar la superficie nuclear se emplean por conveniencia las coordenadas colectivas. Estas coordenadas {\displaystyle \alpha ^{[\lambda ]}=\left\lbrace \alpha _{\lambda \mu }\right\rbrace _{\mu =-\lambda }^{\mu =\lambda }} se establecen a partir del desarrollo de la superficie del núcleo en armónicos esféricos:

{\displaystyle R(\theta ,\phi ,t)=R_{0}\left[1+\sum _{\lambda ,\mu }{(-1)^{\mu }\alpha _{\lambda -\mu }(t)Y_{\lambda \mu }(\theta ,\phi )}\right].}

De este modo, las coordenadas colectivas describen oscilaciones de la superficie nuclear. 
Las coordenadas transforman como un tensor de rango {\displaystyle \lambda } bajo la representación {\displaystyle (2\lambda +1)-}dimensional de {\displaystyle \mathrm {SO(3)} }, de la forma:

{\displaystyle a_{\lambda \mu }=\sum _{\nu }{D_{\nu \mu }^{\lambda }(\theta _{i})\alpha _{\lambda \nu }}}

donde {\displaystyle D_{\nu \mu }^{\lambda }(\theta _{i})} forman la representación irreducible del grupo.
Estas nuevas coordenadas {\displaystyle a_{\lambda \mu }} serán las coordenadas colectivas vistas desde un sistema de referencia rotado respecto del que aparece en la primera ecuación. Para describir la superficie nuclear en términos del nuevo sistema de referencia (sistema intrínseco) también deberán transformarse los armónicos esféricos (y así cambiar los ángulos de Euler) de modo que,
{\displaystyle Y_{\lambda \mu }(\theta ',\phi ')=\sum _{\nu }{D_{\nu \mu }^{\lambda }(\theta _{j})Y_{\lambda }(\theta ,\phi )}.}
En el MRV nos centraremos en {\displaystyle \alpha _{2\mu }}; ya que {\displaystyle \lambda =0} afecta a cambios de volumen y consideramos la materia nuclear incompresible, {\displaystyle \lambda =1} afecta a traslaciones del centro de masa. Por tanto, describiremos oscilaciones cuadrupolares: núcleos axialmente deformados.

### Energía potencial

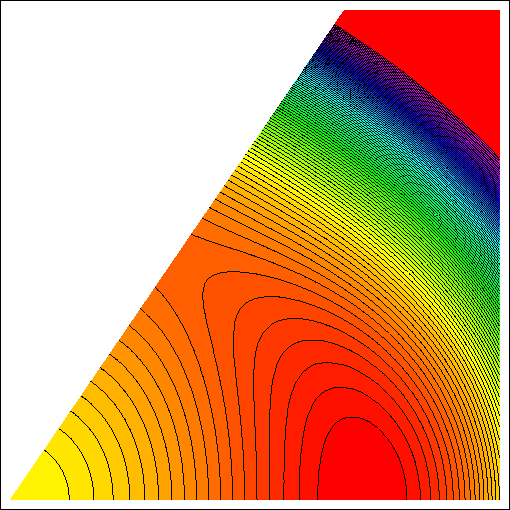
Potencial armónico en término de coordenadas colectivas. Puede observarse el mínimo en (a0,a2) = (β0,0).

Estas oscilaciones alrededor de una configuración estable serán pequeñas, y podremos suponer que la energía potencial en función de las coordenadas cuadrupolares vendrá dada por la forma:

{\displaystyle V(\alpha ^{[2]})={\frac {\sqrt {5}}{2}}C_{2}\left[\alpha ^{[2]}\otimes \alpha ^{[2]}\right]^{[0]}+C_{3}\left[\left[\alpha ^{[2]}\otimes \alpha ^{[2]}\right]^{[0]}\otimes \alpha ^{[2]}\right]^{[0]}+}
{\displaystyle \dots +C_{4}\left[\alpha ^{[2]}\otimes \alpha ^{[2]}\right]^{[0]}\left[\alpha ^{[2]}\otimes \alpha ^{[2]}\right]^{[0]}+\dots }

donde podemos expresarla en función de las coordenadas {\displaystyle a_{\lambda \mu }} por ser un escalar. Por el mismo motivo acoplamos a cero en cada sumando. Los parámetros {\displaystyle C_{i}} son parámetros de rigidez.
Hacemos explícitos los acoplamientos (coeficientes de Clebsh-Gordan) y obtenemos:
{\displaystyle V(a_{0},a_{2})={\frac {C_{2}}{2}}(a_{0}^{2}+2a_{2}^{2})+{\sqrt {\frac {2}{35}}}C_{3}a_{0}(6a_{2}^{2}-a_{0}^{2})+{\frac {C_{4}}{5}}(a_{0}^{2}+2a_{a}^{2})^{2}}
El potencial tiene un mínimo en la posición {\displaystyle (a_{0},a_{2})=(\beta _{0},0)}, tal como aparece en la figura. Suponiendo oscilaciones pequeñas, puedo desarrollar el potencial alrededor de esa posición de mínimo a partir de una traslación dado por {\displaystyle \epsilon } y {\displaystyle \eta }, desviaciones de la situación de equilibrio. Incluyendo sólo términos cuadráticos en el desarrollo el potencial queda:
{\displaystyle V(\epsilon ,\eta )={\frac {1}{2}}C_{0}\epsilon ^{2}+C_{2}\eta ^{2}.}

### Energía cinética
La energía cinética clásica será:
{\displaystyle T(\pi ^{[2]},\alpha ^{[2]})={\frac {\sqrt {5}}{2B_{2}}}\left[\pi ^{[2]}\otimes \pi ^{[2]}\right]^{[0]}+B_{3}\left[\left[\pi ^{[2]}\otimes \alpha ^{[2]}\right]^{[0]}\otimes \pi ^{[2]}\right]^{[0]}+...}
haciendo explícitos los acoplamientos y ímpetus conjugados {\displaystyle \pi ^{[2]}}, podemos llegar a la conocida expresión de la energía cinética clásica,:
{\displaystyle T={\frac {1}{2}}B\sum _{\mu }{(-1)^{\mu }{\dot {\alpha }}_{\mu }{\dot {\alpha }}_{-\mu }}.}
habiendo tenido que pasar de las coordenadas del laboratorio a las del sistema intrínseco y llegar, en el proceso, a la construcción de los momentos de inercia {\displaystyle I_{k}.} El parámetro B es un término de masa.
En un proceso de cuantización de la energía cinética clásica, llegamos a las siguientes expresiones de la energía cinética {\displaystyle T=T_{rot}+T_{vib}}:
{\displaystyle {\hat {T}}_{rot}=\sum _{k=1}^{3}{\frac {{\hat {\mathcal {M}}}_{k}^{2}}{2{\mathcal {I}}_{k}}}=\sum _{k=1}^{3}{\frac {\hbar ^{2}{\hat {L}}_{k}^{2}}{2{\mathcal {I}}_{k}}}}
{\displaystyle {\hat {T}}_{vib}={\frac {\hbar ^{2}}{2B}}\left[\partial _{a_{0}}^{2}+{\frac {1}{2}}\partial _{a_{0}}^{2}+{\frac {3a_{0}^{2}+6a_{2}^{2}}{8a_{2}^{2}(3a_{0}^{2}-2a_{2}^{2})^{2}}}\right]}
y el hamiltoniano toma la forma,
{\displaystyle {\mathcal {H}}={\hat {T}}+V(a_{0},a_{2})}.